# 潮止村
潮止村（しおどめむら）は、埼玉県東部、南埼玉郡に存在した村。1956年（昭和31年）9月28日に八条村・八幡村と合併し南埼玉郡八潮村となり消滅した。

## 歴史
- 1889年（明治22年）4月1日 - 町村制施行に伴い伊勢野村・二町目村・木曽根村・南川崎村・大瀬村・垳村・古新田が合併し、南埼玉郡潮止村が成立する。伊勢野の光明寺（現、伊勢野天満宮境内地）に潮止村役場が置かれる[1][2]。
- 1930年（昭和5年） - 村内を流れる中川に潮止橋が架設される。橋名は所在地である当村に因む。
- 1933年（昭和8年） - 潮止村役場が南川崎に移転する[1]。
- 1956年（昭和31年）9月28日 - 八幡村および八条村のうち八条・鶴ヶ曽根・松之木・伊草・小作田と合併（新設合併）し、南埼玉郡八潮村となる。潮止村消滅。大字は八潮村へ継承された。

### 由来
潮の干満によって、東京湾からの海水（塩水くさび）が中川のこの付近まで遡上（感潮河川）することに因む。